# WTA Atlanta

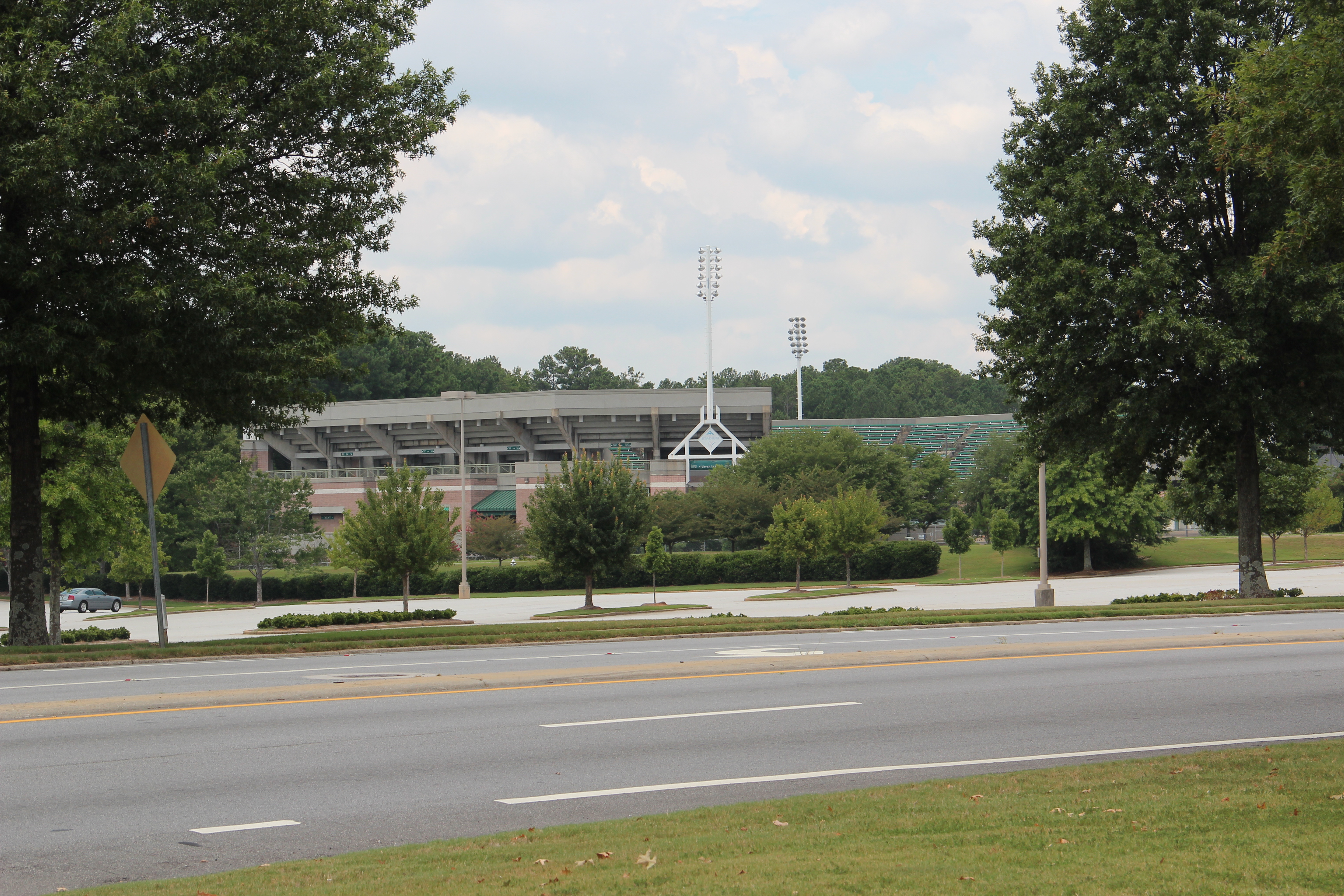
Stone Mountain Tennis Center 2016

Das WTA Atlanta (offiziell: U.S. Hardcourt Championships) war ein Tennisturnier der WTA Tour.
1997 wurde es im Stone Mountain Park Tennis Center in Stone Mountain, einem Vorort von Atlanta, ausgetragen. Dort fanden auch die Tennisturniere der Olympischen Sommerspiele 1996 statt.

## Siegerliste

### Einzel
| Jahr                   | Siegerin            | Finalgegnerin       | Ergebnis       |
| ---------------------- | ------------------- | ------------------- | -------------- |
| 1975                   | Chris Evert         | Martina Navrátilová | 2:6, 6:2, 6:0  |
| 1977                   | Chris Evert         | Dianne Fromholtz    | 6:3, 6:2       |
| 1978                   | Chris Evert         | Martina Navratilova | 7:63, 0:6, 6:3 |
| 1979                   | Martina Navratilova | Wendy Turnbull      | 7:66, 6:4      |
| 1980                   | Hana Mandlíková     | Wendy Turnbull      | 6:3, 7:5       |
| 1981                   | Tracy Austin        | Mary-Lou Piatek     | 4:6, 6:3, 6:3  |
| 1982                   | Chris Evert-Lloyd   | Susan Mascann       | 6:3, 6:1       |
| 1983                   | Pam Shriver         | Kathy Jordan        | 6:2, 6:0       |
| ↓ Kategorie: Tier II ↓ |                     |                     |                |
| 1997                   | Lindsay Davenport   | Sandrine Testud     | 6:4, 6:1       |

### Doppel
| Jahr                   | Siegerinnen                     | Finalgegnerinnen                   | Ergebnis         |
| ---------------------- | ------------------------------- | ---------------------------------- | ---------------- |
| 1975                   | Chris Evert Martina Navrátilová | Françoise Dürr Betty Stöve         | 6:4, 5:7, 6:2    |
| 1977                   | Martina Navratilova Betty Stöve | Brigitte Cuypers Marise Kruger     | 6:4, 6:2         |
| 1978                   | Françoise Dürr Virginia Wade    | Martina Navratilova Anne Smith     | 4:6, 6:2, 6:4    |
| 1979                   | Wendy Turnbull Betty Stöve      | Ann Kiyomura Anne Smith            | 6:2, 6:4         |
| 1980                   | Barbara Potter Sharon Wash      | Kathy Jordan Anne Smith            | 6:3, 6:1         |
| 1981                   | Laura duPont Betsy Nagelsen     | Rosie Casals Candy Reynolds        | 6:4, 7:5         |
| 1982                   | Kathy Jordan Betsy Nagelsen     | Chris Evert-Lloyd Billie Jean King | 4:6, 7:611, 7:63 |
| 1983                   | Alycia Moulton Sharon Walsh     | Rosie Casals Wendy Turnbull        | 6:3, 7:61        |
| ↓ Kategorie: Tier II ↓ |                                 |                                    |                  |
| 1997                   | Nicole Arendt Manon Bollegraf   | Alexandra Fusai Nathalie Tauziat   | 6:7, 6:3, 6:2    |

## Quelle
- ITF Homepage